# Valentin Landmann
Pour les articles homonymes, voir Landman.
 (février 2024).
Si vous disposez d'ouvrages ou d'articles de référence ou si vous connaissez des sites web de qualité traitant du thème abordé ici, merci de compléter l'article en donnant les références utiles à sa vérifiabilité et en les liant à la section « Notes et références ».
 (janvier 2025).
Le contenu est difficilement compréhensible vu les erreurs de traduction, qui sont peut-être dues à l'utilisation d'un logiciel de traduction automatique.
Valentin Landmann, né le 7 juin 1950 à Saint-Gall, est un avocat, essayiste et homme politique suisse membre de l'Union démocratique du centre.
Il est membre du Conseil cantonal de Zurich de 2019 à 2023.

## Biographie
Valentin Nikolai Josef Landmann grandit à Saint-Gall. Ses parents, le philosophe Michael Landmann (de) et l'écrivaine Salcia Landmann (de), sont d'origine juive.[réf. nécessaire]
Il termine ses études de droit en 1973 en seulement six semestres avec la plus haute distinction. Durant ses études, il est membre de la société d'étudiants Zofingue. Sa thèse reçoit en 1975 une mention honorifique. En 1977, il réussit l'examen du barreau à Zurich. Il travaille comme procureur et juge suppléant.
En 1979, il accepte un poste d'enseignant à l'Institut Max-Planck de droit international privé (en) à Hambourg. Selon ses propres déclarations, il entre en contact avec le milieu rouge, décide de changer de vie et déchire sa thèse d'habilitation.
Depuis 1984, il exerce comme avocat indépendant à Zurich. Il est particulièrement connu comme avocat des Hells Angels, des prostituées, des Néo-Nazis et autres groupes marginaux. Dans plusieurs publications, il traite notamment des mécanismes économiques du demi-monde et des antécédents de la criminalité. À l'Université de Lucerne, il est professeur de droit pénal.
En décembre 1996, Landmann est condamné à un an de prison, 15 000 francs d'amende et neuf mois d'interdiction professionnelle pour de multiples chefs de blanchiment d'argent. Il a été acquitté de l'accusation de financement du trafic de stupéfiants et de complicité de favorisation et falsification de documents. Son autorisation d'exercer le droit n'a pas été révoquée,.
En 2012, Landmann a repris la défense de l'avocat et conseiller cantonal UDC Hermann Lei dans l'Affaire Hildebrand.
Landmann était membre du PEN-Club Liechtenstein. Il est marié pour la deuxième fois et est père d'une fille adulte. Il vit à Zurich et à Saint-Gall.

## Engagement politique
Pendant ses années d'étudiant, Landmann était membre de l'Union démocratique du centre, où il est devenu vice-président de la section municipale de Zurich. Après avoir terminé ses études, il a rejoint le Parti radical-démocratique (PRD), où il a été membre du conseil d'administration de la section municipale de Zurich. Après une rupture avec le parti au milieu des années 1980, il quitte à nouveau le PRD.
Landmann est désigné candidat aux élections cantonales en septembre 2018, par la section UDC des districts 7/8 de la ville de Zurich. Le 24 mars 2019, il est élu au conseil cantonal de Zurich,,. Il n'est toutefois pas réélu lors des élections cantonales de 2023.
Landmann se porte également candidats aux élections fédérales de 2019 sur la liste « hauts fonctionnaires de l'UDC » ; il n'est pas élu.

## Positionnement politique
Il s'est profilé dans l'opposition à la politique anti-Covid-19, soutenant notamment l'association de policiers Wir für Euch critique des mesures sanitaires.

## Publications
- Notwehr, Notstand und Selbsthilfe im Privatrecht (Dissertation Universität Zürich). Schulthess, Zürich 1975
- Haftpflichtrecht. Ein Grundriss in Tafeln (mit Professor Max Keller). Schulthess, Zürich 1979
- Das Böse. Geschichte eines Urphänomens. Universitas, München 1985
  - korrigierte und erweiterte Fassung als: Das integrierte Verbrechen. Kriminalität und Gesellschaft. Ullstein, Frankfurt am Main 1989,  (ISBN 3-548-34552-2)
- Verbrechen als Markt. Zur Ökonomie der Halbwelt und der Unterwelt. Orell Füssli, Zürich 2006,  (ISBN 3-280-05164-9)
- Der Reiz des Verbrechens und der Halbwelt. Orell Füssli, Zürich 2007,  (ISBN 3-280-05226-2)
- Dünnes Eis. Wege in die Illegalität – ein Milieuanwalt erzählt. Orell Füssli, Zürich 2009,  (ISBN 978-3-280-05333-1)
- Nackte Tatsachen. Der Rotlicht-Report. Orell Füssli, Zürich 2011,  (ISBN 978-3-280-05433-8)
- Jetzt wird’s kriminell – Trust me: Die Psychologie der Wirtschaftskriminalität.  Stämpfli, Bern 2013,  (ISBN 978-3-7272-1267-3)[16]
- Die verschwiegene Geiselnahme. Der Steuerkrieg der USA gegen die Schweiz (avant-propos de René Zeyer, préface de Daniel Jositsch). Offizin, Zürich 2013,  (ISBN 978-3-907496-86-2).
- Retten, was noch zu retten ist. Desaster-Kommunikation. Stämpfli, Bern 2015,  (ISBN 978-3-7272-1465-3).

### Bigliographie
- Manfred Schlapp: Valentin Landmann und die Panzerknacker. Von einem, der auszog, das Nicht-Fürchten zu lernen. Offizin, Zürich 2017,  (ISBN 978-3-906276-55-7).